# Aurotioglucosa
La Aurotioglucosa es un compuesto de oro empleado en crisoterapia para tratar la artritis reumatoide.

## Uso indicado
La Aurotioglucosa se prescribe para pacientes con artritis reumatoide progresiva que son refractarios a otros fármacos como los AINEs.
La aurotioglucosa contiene aproximadamente un 50% de su peso en oro, y el átomo de oro se une a los ligandos de tiolato. La formulación de aurotioglucosa (preparada en una base oleosa) da como resultado una absorción retardada en comparación con el aurotiomalato (una solución acuosa clara). La farmacocinética del oro oral y parenteral varía ampliamente.
La aurotioglucosa, al igual que el auranofín y el aurotiomalato, inhibe las enzimas IkappaB quinasa y la tioredoxina glutatión reductasa, lo que hace a ambos fármacos prometedores para tratar infecciones de bacterias multirresistentes.

## Farmacocinética
El oro administrado parenteralmente se acumula en el sistema reticuloendotelial (médula ósea, hígado, bazo) y en los riñones y las glándulas suprarrenales en concentraciones más altas. Se encuentra en muy bajas concentraciones en los tejidos articulares y paraarticulares, y tiene poca afinidad por los tejidos queratinosos (piel, cabello, uñas). Los estudios de la piel han demostrado que el oro se limita en gran parte a la dermis.
A diferencia del aurotiomalato, otra sal de oro intramuscular, la aurotioglucosa carece de efectos vasomotores y no motores. El especialista médico cambiará la farmacoterapia del primero por el segundo para evitar nuevos episodios.

## Precauciones
Dado que la aurotioglucosa puede causar discrasias sanguíneas, los recuentos sanguíneos completos, incluido un recuento de plaquetas, y análisis de orina para proteinuria y presencia de glóbulos rojos, deben controlarse de cerca durante toda la terapia. Con el oro parenteral, estos parámetros se controlan antes de cada inyección, y el medicamento no se debe administrar a menos que se sepa que no se ven afectados. En casos de reacciones tóxicas leves, el oro puede reinstituirse cuidadosamente a una dosis más baja después de que desaparezcan los signos tóxicos.

## Uso en Embarazo y lactancia
No se recomienda. En lactancia, se sabe que el fármaco pasa a la leche materna.